# Doğanpınar
Doğanpınar ist ein Dorf (Köy) im Landkreis Pülümür der türkischen Provinz Tunceli. Im Jahr 2011 lebten in Doğanpınar 102 Menschen.